# トゥデイ (ハービー・マンのアルバム)
『トゥデイ』（原題：Today!）は、アメリカ合衆国のジャズ・フルート奏者、ハービー・マンが1965年11月に録音・1966年に発表したスタジオ・アルバム 。

## 背景
「イエスタデイ」と「ザ・ナイト・ビフォー」はビートルズのカヴァーで、本作のリリース当時はジャズ・ミュージシャンによるポップ・ソングのカヴァーが流行しており、『ビルボード』1966年7月16日号の記事「Chasm Between Jazz and Popular Music Narrows」では、チャーリー・バードやデイヴ・ブルーベックの新作アルバムと共に、本作も言及された。一方、本作ではジャズの古典であるデューク・エリントンの曲も2曲取り上げられた。

## 評価
スコット・ヤナウはオールミュージックにおいて5点満点中3点を付け「マンの演奏はおおむね絶好調だが、全般的に商業主義へ傾いた作品で、ほとんど記憶に残らない」と評している。一方、Marc Myersはアルバムの全体像に関して「当時の流行を自然に反映しており、寛げる場面もあれば猛烈な場面もある」、ビートルズのカヴァー2曲に関して「ファブ・フォーのヒット曲に、熱狂的なブーガルーの感触をもたらしている」と評している。
タイトル曲は、ファーサイドが1992年に発表した楽曲「アザ・フィッシュ」においてサンプリングが使用された。

## 収録曲
1. トゥデイ - "Today" (Herbie Mann, Oliver Nelson) - 3:48
2. ザ・クレオール・ラヴ・コール - "The Creole Love Call" (Duke Ellington) - 5:00
3. それは言わないで - "Don't Say I Didn't Tell You So" (Burt Bacharach, Hal David) - 3:45
4. 地引き網 - "Arrastao" (Norman Gimbel, Edu Lobo) - 4:15
5. ザ・ムーチ - "The Mooch" (D. Ellington, Irving Mills) - 4:17
6. イフ・ユー・ガッタ・メイク・ア・フール・オブ・サムバディ - "If You Gotta Make a Fool of Somebody" (Rudy Clark) - 3:51
7. イエスタデイ - "Yesterday" (John Lennon, Paul McCartney) - 3:40
8. ザ・ナイト・ビフォー - "The Night Before" (J. Lennon, P. McCartney) - 4:59

## 参加ミュージシャン
- ハービー・マン - フルート、アルトフルート
- ジミー・オーウェンズ - トランペット
- ジョン・ヒッチコック、ジョー・オレンジ - トロンボーン
- アール・メイ - ダブル・ベース
- ブルーノ・カー - ドラムス
- カルロス・パタート・ヴァルデス - コンガ
- デイヴ・パイク - ヴィブラフォン
- オリヴァー・ネルソン - アレンジ、指揮